# When I Was Your Man
"When I Was Your Man" là một bài hát của ca sĩ người Mỹ Bruno Mars nằm trong album phòng thu thứ hai của anh, Unorthodox Jukebox (2012). Atlantic Records đã phát hành bài hát như là đĩa đơn quảng bá thứ ba và đĩa đơn chính thức thứ hai từ album, đến các đài phát thanh ở Hoa Kỳ vào ngày 15 tháng 1 năm 2013. "When I Was Your Man" được sáng tác bởi Bruno Mars, Philip Lawrence và Ari Levine với sự tham gia hỗ trợ sáng tác từ Andrew Wyatt.
Đây là một bản nhạc pop ballad đầy cảm xúc trên tiếng đàn piano với nội dung kể về sự nuối tiếc của Mars khi người yêu ra đi, và bày tỏ hy vọng rằng người đàn ông mới của cô sẽ thay anh trao cho cô ấy tất cả tình yêu và sự quan tâm mà anh không thể làm được trước đó. Bài hát nhận được những đánh giá tích cực từ các nhà phê bình âm nhạc, trong đó họ ca ngợi năng lượng trong giọng hát của Mars; gọi đó là một "bản ballad cho những người dễ bị tổn thương và tình cảm". Nó nhận được một đề cử giải Grammy cho Trình diễn đơn ca pop xuất sắc nhất tại lễ trao giải thường niên lần thứ 56. "When I Was Your Man" đã đứng đầu bảng xếp hạng Billboard Hot 100 của Mỹ, và lọt vào top 10 các bảng xếp hạng ở Úc, Canada, Đan Mạch, Pháp, Ireland, Hà Lan, New Zealand, Na Uy, Hàn Quốc và Vương quốc Anh. Nó là đĩa đơn nhạc số bán chạy thứ 8 trên thế giới năm 2013, với doanh số 8.3 triệu bản, trở thành một trong những đĩa đơn bán chạy nhất trên toàn thế giới.
Video của bài hát do Cameron Duddy và Mars làm đạo diễn, trong đó Mars ngồi chơi piano và hát về mối tình đã qua. Các nhà phê bình đã giành nhiều khen ngợi cho nó bởi sự đơn giản trong khâu sản xuất video. "When I Was Your Man" đã được hát lại bởi nhiều nghệ sĩ, bao gồm Rascal Flatts, Sam Smith và Mike Ward, người đã phát hành một phiên bản phòng thu của bài hát sau tiết mục trình diễn trên The Voice UK, và đạt vị trí số 60 trên UK Singles Chart. Mars đã biểu diễn ca khúc trên The Moonshine Jungle Tour (2013-14).

## Danh sách bài hát
| - Đĩa CD quảng cáo 1. "When I Was Your Man" - 3:34 | - Đĩa CD tại Đức 1. "When I Was Your Man" - 3:36 2. "Locked Out of Heaven" (Cazzette's Answering Machine Mix) - 5:04 |

## Xếp hạng
| Bảng xếp hạng (2013)                       | Vị trí cao nhất |
| ------------------------------------------ | --------------- |
| Úc (ARIA)                                  | 6               |
| Áo (Ö3 Austria Top 40)                     | 11              |
| Bỉ (Ultratop 50 Flanders)                  | 7               |
| Bỉ (Ultratop 50 Wallonia)                  | 13              |
| Brazil (Crowley Broadcast Analysis)        | 9               |
| Brazil Hot Pop Songs                       | 3               |
| Canada (Canadian Hot 100)                  | 3               |
| Cộng hòa Séc (Rádio Top 100)               | 4               |
| Đan Mạch (Tracklisten)                     | 4               |
| Châu Âu Digital Song Sales (Billboard)     | 3               |
| Phần Lan (Suomen virallinen lista)         | 13              |
| Pháp (SNEP)                                | 9               |
| Đức (GfK)                                  | 23              |
| Ireland (IRMA)                             | 6               |
| Israel (Media Forest)                      | 4               |
| Ý (FIMI)                                   | 13              |
| Nhật Bản (Japan Hot 100)                   | 60              |
| Lebanon (The Official Lebanese Top 20)     | 3               |
| Luxembourg Digital Songs (Billboard)       | 7               |
| Mexico Top Anglo (Monitor Latino)          | 6               |
| Hà Lan (Dutch Top 40)                      | 7               |
| New Zealand (Recorded Music NZ)            | 4               |
| Na Uy (VG-lista)                           | 8               |
| Portugal (Billboard)                       | 3               |
| Scotland (OCC)                             | 10              |
| Slovakia (Rádio Top 100)                   | 3               |
| South Africa (EMA)                         | 7               |
| South Korea International Singles (Gaon)   | 7               |
| Tây Ban Nha (PROMUSICAE)                   | 22              |
| Thụy Điển (Sverigetopplistan)              | 16              |
| Thụy Sĩ (Schweizer Hitparade)              | 12              |
| Anh Quốc (OCC)                             | 2               |
| Hoa Kỳ Billboard Hot 100                   | 1               |
| Hoa Kỳ Adult Contemporary (Billboard)      | 1               |
| Hoa Kỳ Adult Pop Airplay (Billboard)       | 1               |
| Hoa Kỳ Dance/Mix Show Airplay (Billboard)  | 19              |
| Hoa Kỳ Pop Airplay (Billboard)             | 1               |
| Hoa Kỳ Rhythmic (Billboard)                | 4               |
| Venezuela Pop/Rock General (Record Report) | 2               |

| Bảng xếp hạng (2013)                 | Vị trí cao nhất |
| ------------------------------------ | --------------- |
| UK Singles (Official Charts Company) | 60              |

| Bảng xếp hạng (2013-2014)            | Vị trí |
| ------------------------------------ | ------ |
| Australia (ARIA)                     | 17     |
| Belgium (Ultratop 50 Flanders)       | 33     |
| Belgium (Ultratop 50 Wallonia)       | 32     |
| Canada (Canadian Hot 100)            | 13     |
| Germany (Media Control AG)           | 89     |
| Ireland (IRMA)                       | 18     |
| Italy (FIMI)                         | 51     |
| Netherlands (Single Top 100)         | 31     |
| New Zealand (Recorded Music NZ)      | 10     |
| Sweden (Sverigetopplistan)           | 52     |
| Switzerland (Schweizer Hitparade)    | 50     |
| UK Singles (Official Charts Company) | 16     |
| US Billboard Hot 100                 | 8      |
| US Pop Songs (Billboard)             | 14     |
| US Adult Contemporary (Billboard)    | 5      |
| US Adult Top 40 (Billboard)          | 14     |

## Chứng nhận
| Quốc gia                                                                           | Chứng nhận  | Số đơn vị/doanh số chứng nhận |
| ---------------------------------------------------------------------------------- | ----------- | ----------------------------- |
| Úc (ARIA)                                                                          | 4× Bạch kim | 280.000^                      |
| Bỉ (BEA)                                                                           | Vàng        | 15.000*                       |
| Canada (Music Canada)                                                              | 4× Bạch kim | 0*                            |
| Đan Mạch (IFPI Đan Mạch)                                                           | Vàng        | 10,000^                       |
| Pháp (SNEP)                                                                        | Vàng        | 75,000*                       |
| Ý (FIMI)                                                                           | Bạch kim    | 30.000‡                       |
| México (AMPROFON)                                                                  | 2× Bạch kim | 120,000*                      |
| New Zealand (RMNZ)                                                                 | 2× Bạch kim | 30.000*                       |
| Thụy Điển (GLF)                                                                    | Bạch kim    | 20.000‡                       |
| Thụy Sĩ (IFPI)                                                                     | Bạch kim    | 30.000^                       |
| Anh Quốc (BPI)                                                                     | Bạch kim    | 600.000^                      |
| Hoa Kỳ (RIAA)                                                                      | 6× Bạch kim | 4,123,000                     |
| Venezuela (APFV)                                                                   | Bạch kim    | 10,000^                       |
| Trực tuyến                                                                         |             |                               |
| Đan Mạch (IFPI Đan Mạch)                                                           | 2× Bạch kim | 3.600.000^                    |
| * Chứng nhận dựa theo doanh số tiêu thụ. ^ Chứng nhận dựa theo doanh số nhập hàng. |             |                               |

## Lịch sử phát hành
| Nước | Ngày                | Định dạng       | Nhản             |
| ---- | ------------------- | --------------- | ---------------- |
| Mỹ   | 15 tháng 1 năm 2013 | Radio đương đại | Atlantic Records |
| Ý    | 8 tháng 3 năm 2013  | Radio đương đại | Warner           |
| Đức  | 5 tháng 4 năm 2013  | CD              | Atlantic Records |